# Cleveland Cavaliers 2006-2007
La stagione 2006-07 dei Cleveland Cavaliers fu la 37ª nella NBA per la franchigia.
I Cleveland Cavaliers arrivarono secondi nella Central Division della Eastern Conference con un record di 50-32. Nei play-off vinsero il primo turno con i Washington Wizards (4-0), la semifinale di conference con i New Jersey Nets (4-2), la finale di conference con i Detroit Pistons (4-2), perdendo poi la finale NBA con i San Antonio Spurs (4-0).

## Eastern Conference
| Squadra             | V  | P  | %    | GB |
| ------------------- | -- | -- | ---- | -- |
| Detroit Pistons     | 53 | 29 | 64,6 | -  |
| Cleveland Cavaliers | 50 | 32 | 60,5 | 3  |
| Chicago Bulls       | 49 | 33 | 59,8 | 4  |
| Indiana Pacers      | 35 | 47 | 42,7 | 18 |
| Milwaukee Bucks     | 28 | 54 | 34,1 | 25 |

## Roster
| \| Pos. \| Num. \| Naz. \| Nome \| Altezza \| Peso \| Data nascita \| Provenienza \| \| ---- \| ---- \| ---- \| -------------------- \| ------- \| ------ \| ------------ \| --------------------------------------- \| \| G \| 6 \| \| Brown, Shannon \| 193 cm \| 93 kg \| 29-11-1985 \| Michigan State \| \| G \| 1 \| \| Gibson, Daniel \| 188 cm \| 86 kg \| 27-02-1986 \| Texas \| \| A \| 90 \| \| Gooden, Drew \| 208 cm \| 104 kg \| 24-09-1981 \| Kansas \| \| G \| 32 \| \| Hughes, Larry \| 196 cm \| 83 kg \| 23-01-1979 \| Saint Louis \| \| C \| 11 \| \| Ilgauskas, Žydrūnas \| 221 cm \| 108 kg \| 05-06-1975 \| BC Aisciai-Atletas (Lithuania) \| \| A \| 23 \| \| James, LeBron \| 203 cm \| 109 kg \| 30-12-1984 \| St. Vincent St. Mary High School (Ohio) \| \| G \| 19 \| \| Jones, Damon \| 191 cm \| 84 kg \| 25-08-1976 \| Houston \| \| A/C \| 27 \| \| Jones, Dwayne \| 211 cm \| 113 kg \| 09-06-1983 \| Saint Joseph's \| \| A \| 24 \| \| Marshall, Donyell \| 206 cm \| 99 kg \| 18-05-1973 \| Connecticut \| \| A \| 14 \| \| Newble, Ira \| 201 cm \| 100 kg \| 20-01-1975 \| Miami (OH) \| \| G/AP \| 3 \| \| Pavlović, Aleksandar \| 203 cm \| 100 kg \| 15-11-1983 \| Buducnost (Montenegro) \| \| C \| 31 \| \| Pollard, Scot \| 211 cm \| 120 kg \| 12-02-1975 \| Kansas \| \| G \| 20 \| \| Snow, Eric \| 191 cm \| 86 kg \| 24-04-1973 \| Michigan State \| \| A \| 17 \| \| Varejão, Anderson \| 208 cm \| 104 kg \| 28-09-1982 \| Barca (Spain) \| \| G \| 4 \| \| Wesley, David \| 183 cm \| 86 kg \| 14-11-1970 \| Baylor \| | Allenatore - Mike Brown Assistente/i - Kenny Natt (Vice) - Hank Egan (Vice) - Michael Malone (Vice) - Melvin Hunt (Vice) - Chris Jent (Vice) Legenda - (C) Capitano - (FA) Free agent - (S) Sospeso - (TW) Contratto Two-way - (GL) Assegnato a squadra G League affiliata - Infortunato Roster • Transazioni · Ultima transazione: 30 giugno 2007 |                        |                      |         |        |              |                                         |
| Pos. | Num. | Naz.                   | Nome                 | Altezza | Peso   | Data nascita | Provenienza                             |
| G | 6 | Stati Uniti (bandiera) | Brown, Shannon       | 193 cm  | 93 kg  | 29-11-1985   | Michigan State                          |
| G | 1 | Stati Uniti (bandiera) | Gibson, Daniel       | 188 cm  | 86 kg  | 27-02-1986   | Texas                                   |
| A | 90 | Stati Uniti (bandiera) | Gooden, Drew         | 208 cm  | 104 kg | 24-09-1981   | Kansas                                  |
| G | 32 | Stati Uniti (bandiera) | Hughes, Larry        | 196 cm  | 83 kg  | 23-01-1979   | Saint Louis                             |
| C | 11 | Lituania (bandiera)    | Ilgauskas, Žydrūnas  | 221 cm  | 108 kg | 05-06-1975   | BC Aisciai-Atletas (Lithuania)          |
| A | 23 | Stati Uniti (bandiera) | James, LeBron        | 203 cm  | 109 kg | 30-12-1984   | St. Vincent St. Mary High School (Ohio) |
| G | 19 | Stati Uniti (bandiera) | Jones, Damon         | 191 cm  | 84 kg  | 25-08-1976   | Houston                                 |
| A/C | 27 | Stati Uniti (bandiera) | Jones, Dwayne        | 211 cm  | 113 kg | 09-06-1983   | Saint Joseph's                          |
| A | 24 | Stati Uniti (bandiera) | Marshall, Donyell    | 206 cm  | 99 kg  | 18-05-1973   | Connecticut                             |
| A | 14 | Stati Uniti (bandiera) | Newble, Ira          | 201 cm  | 100 kg | 20-01-1975   | Miami (OH)                              |
| G/AP | 3 | Serbia (bandiera)      | Pavlović, Aleksandar | 203 cm  | 100 kg | 15-11-1983   | Buducnost (Montenegro)                  |
| C | 31 | Stati Uniti (bandiera) | Pollard, Scot        | 211 cm  | 120 kg | 12-02-1975   | Kansas                                  |
| G | 20 | Stati Uniti (bandiera) | Snow, Eric           | 191 cm  | 86 kg  | 24-04-1973   | Michigan State                          |
| A | 17 | Brasile (bandiera)     | Varejão, Anderson    | 208 cm  | 104 kg | 28-09-1982   | Barca (Spain)                           |
| G | 4 | Stati Uniti (bandiera) | Wesley, David        | 183 cm  | 86 kg  | 14-11-1970   | Baylor                                  |